# 정지석
정지석(1995년 3월 10일 ~ )는 대한민국의 남자 배구 선수이며, 현재 인천 대한항공 점보스 소속이다.키는 194cm이고, 포지션은 레프트이다.

## 약력

### 2013-2014 시즌
송림고등학교 졸업을 앞두고 신인 드래프트에 참가, 인천 대한항공 점보스의 2라운드 6순위 지명을 받아 입단했다. 당시 신생 팀이었던 OK저축은행이 1라운드 2순위부터 2라운드 2순위까지 지명하였기 때문에, 인천 대한항공 점보스로는 첫 지명자인 것이다. 데뷔 첫 해에는 백업으로 22경기에 나서면서 경기 경험을 쌓았다.

### 2014-2015 시즌
2번째 시즌에는 데뷔 시즌보다 많은 35경기에 나서면서 팀의 식스맨으로 맹활약을 하였다.

### 2015-2016 시즌
3번째 시즌에는 주전 공격수들의 부진, 부상과 실력을 인정받아 주전으로 낙점받아 맹활약하기 시작하였다. 

### 2016-2017 시즌
이 2016-2017 시즌 들어서는 팀의 없어서는 안될 선수로 자리매김하면서 팀이 이길 때마다 맹활약을 하였다.

### 2017-2018 시즌
2017-2018 시즌에는 곽승석과 함께 레프트 라인을 이끌면서 팀의 챔피언결정전을 우승하는데 맹활약을 하였다. 원래대로라면 이번 시즌을 마치고 FA가 되어야 했지만, 고졸 선수로 프로에 뛰어들었기 때문에 다음 시즌을 마치고 FA가 된다.

### 2018-2019 시즌
이번 시즌을 마치고서 FA가 되는데, 이미 1995년생의 어린나이에 다음 FA때도 20대이며, 이미 공수양면에서 완성되어 모든 팀들이 군침을 흘리고 있으며, 이미 벌써 FA 최대어 선수로 떠올랐다.
정규리그에서 맹활약하면서 팀이 정규리그에서 우승하는데 큰 일조를 하였다. 비록 챔피언결정전에서 천안 현대캐피탈 스카이워커스에게 우승을 내주었지만, 정규리그에서의 맹활약을 바탕으로 정규리그 최우수선수상을 수상하였다. 시즌후 예상대로 생애 첫 FA를 취득하였으며, 연봉 5억 8천만 원의 조건으로 대한항공에 잔류하였다.

## 데이트 폭력 및 불법 촬영 혐의
2021-2022 시즌을 앞두고 2021년 9월 2일 데이트 폭력, 불법 촬영 등에 관한 전 여자친구의 고소로 조사를 받았다. 이 때문에 2021-2022 시즌 초반에 결장했고, 2021년 11월 17일에 기소유예 처분을 받았다.관련 소식이 계속 전파되자 대한항공 측에서는 정지석을 모든 훈련 스케줄에서 제외하는 조치를 취하였다.정지석은 후속 조사에 임하겠다고 밝혔지만,휴대폰을 부 순 것만 인정하고 폭행과 불법 촬영 혐의에 대해서는 부인한 것으로 알려 졌다.
11월 23일 ,한국배구연맹은 제재금 500만원의 징계를 내렸고,대한항공은 자체적으로 2R 잔여경기 출전 정지 징계를 내렸다.

## 소속팀
- 2013년 ~ 현재 : 인천 대한항공 점보스

## 수상 기록
- 2019년 NH농협 2018~2019 V리그 남자부 레프트부문 베스트7
- 2019년 도드람 2018-2019 V-리그 정규리그 MVP

## 학력
- 소사초등학교
- 소사중학교
- 송림고등학교